# Hermes (football)
Pour les articles homonymes, voir Hermès (homonymie).
Hermes Neves Soares dit Hermes, né le 19 septembre 1974 à São Paulo, est un footballeur professionnel brésilien. Il occupe actuellement le poste de entraîneur des assistants au Zawisza Bydgoszcz.

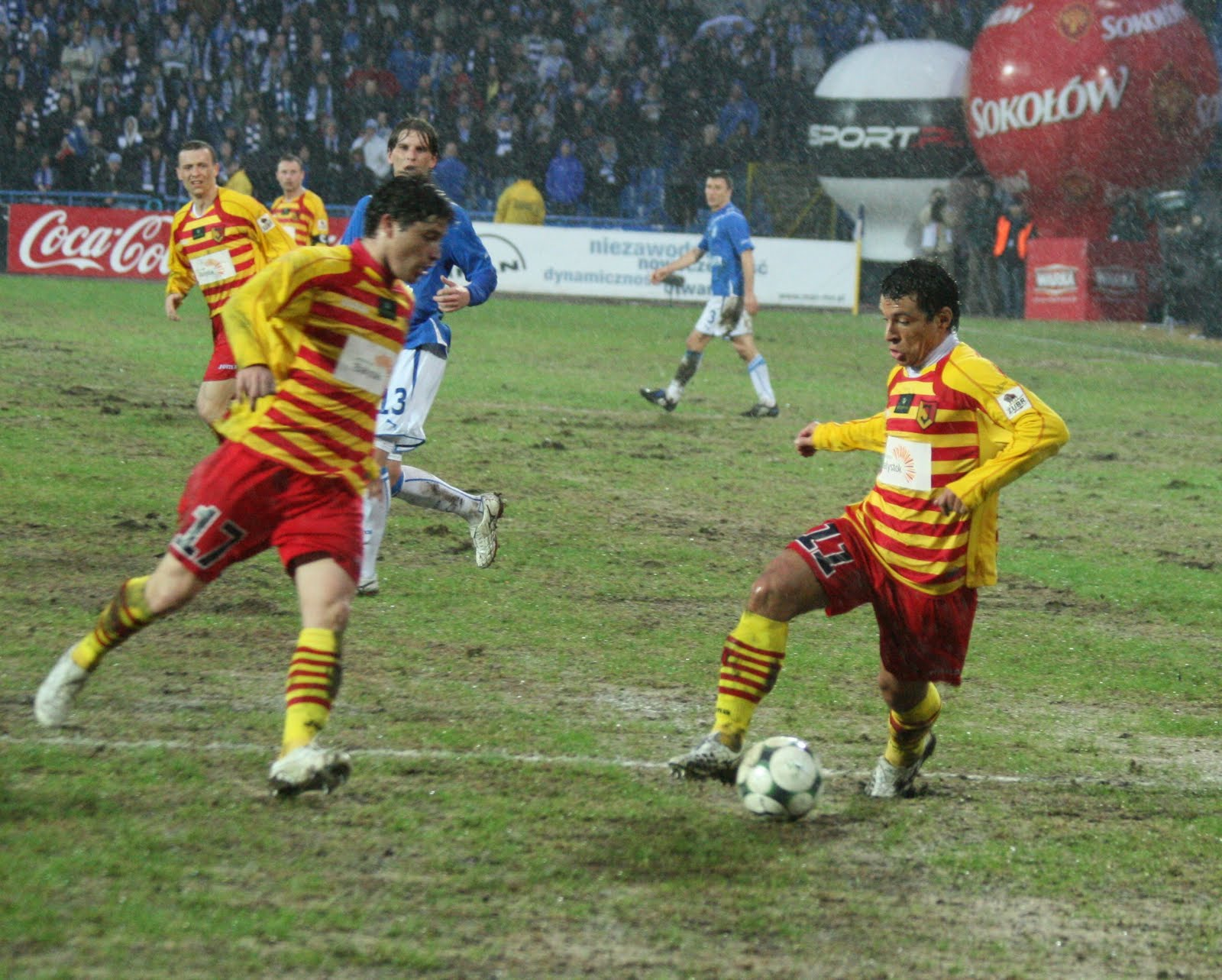
Hermes (à droite, n°11) jouant pour Jagiellonia Białystok

## Biographie

### Le départ en Pologne, où il termine sa carrière
En 2002, Hermes part pour l'Europe et rejoint le Widzew Łódź en Pologne. Après une bonne demi-saison en première division, il fait le choix surprenant de quitter son équipe pour le Korona Kielce, club ambitieux mais pensionnaire seulement de troisième division. Champion du monde des moins de vingt ans, Hermes s'impose facilement, et accède à l'élite en 2005. Avec le Korona, il dispute entre vingt-cinq et trente matches de championnat par saison, y joue le milieu de tableau et la finale de la Coupe de Pologne en 2007, perdue deux à zéro contre le Dyskobolia Grodzisk Wielkopolski. Cependant, en fin de saison 2007-2008, il est suspendu par son club pour une prétendue affaire de corruption, qui relègue finalement le Korona Kielce en deuxième division comme deux autres équipes de la division. Son contrat est même résilié en avril.
Hermes choisit alors de s'engager avec le Jagiellonia Białystok, l'équipe qui monte en Pologne. Titulaire là aussi, il y gagne ses premiers trophées en club lors de la même année, en 2010, et écrit du même coup les premières lignes au palmarès du Jagiellonia. Vainqueur en Coupe de Pologne, il dispute donc la Ligue Europa lors de la saison 2010-2011. En championnat, le Jaga occupe la première place durant une bonne partie de la saison, avant de tomber à la quatrième marche.

## Palmarès
- Vainqueur de la Coupe du monde des moins de 20 ans : 1993
- Vainqueur du Tournoi de Toulon : 1995

- Vainqueur du Championnat de São Paulo : 1995
- Vainqueur de la Coupe du Brésil : 1995
- Vainqueur du Championnat de Bahia: 1998

- Vainqueur de la Coupe de Pologne : 2010, 2014
- Finaliste de la Coupe de Pologne : 2007
- Vainqueur de la Supercoupe de Pologne : 2010
- Vainqueur du Championnat de Pologne D2 : 2013